# Xielídeos
Xielídeos (Xyelidae) é uma família de vespas-da-madeira, da ordem de insetos Hymenoptera, dentro da divisão informal "Symphyta" de vespas consideradas mais primitivas. São vespas raramente vistas na maioria das regiões terrestres, sendo consideradas basais para as demais linhagens dentro da ordem de insetos Hymenoptera . Ocorrem principalmente em regiões de clima temperado, pois suas larvas se alimentam das partes vegetais de plantas típicas destas regiões, tais como coníferas do tipo pinheiros e abetos. Os gêneros mais conhecidos estão amplamente distribuídos no hemisfério norte, principalmente na América do Norte, Europa e Ásia. São duas subfamílias: Xyelinae e Macroxyelinae.
São as vespas mais antigas (ou basais) representantes da ordem conhecidas do registro fóssil, indicando que surgiram há cerca de 230 milhões de anos atrás durante o período Terciário da era Mesozóica, sendo por este motivo as espécies viventes conhecidas como fósseis vivos. 
Morfologicamente, são vespas relativamente pequenas (medindo entre 2-15mm, maioria medindo entre 3-5 mm), mas de aparência robusta, snedo facilmente identificáveis pelas antenas e palpos bastante longos e com morfologia semelhante a pernas. Costumam ser pardas com marcas amarelas, havendo umas poucas espécies laranjas com padrões em branco. Mais detalhadamente, vespas desta família convergem caracteres ancestrais da ordem, como a venação das asas quase completa (a exemplo da bifurcação da Rs em R1 e R2), apresentando ausência de uma constrição evidente subdividindo o abdômen em uma  "cintura de vespa", presença de extensões bulbosas do metatórax para acoplar as asas sobre o corpo enquanto em repouso (conhecidas como "cenchri"), bem como a presença de um dente molar na mandíbula. Tíbias mediana e posterior com espinhos pré-apicais. Antenas alongadas com 9-25 segmentos, resultantes de fusão de diversos segmentos antenais, que é uma característica morfológica única deste grupo de vespas; o primeiro segmento é maior e mais robusto, com os demais unindo-se mais estreitamente. 
Funcionalmente, as asas batem juntas como se fossem um par, durante o voo. Os adultos são de vida curta e não se alimentam muito. A função principal dos adultos é a de reprodução, com as fêmeas depositando os seus ovos nas plantas hospedeiras. Em alguns casos, as vespas adultas podem ser atraídas por flores, de onde alimentam-se de néctar. As fêmeas apresenta um ovipositor robusto, adaptado para inserir os ovos nas estruturas vegetais de árvores e/ou arbustos. As espécies conhecidas da América Latina estão geralmente associadas a pinheiros (gêneros Salix, Alnus e Betula). Provavelmente como forma de camuflagem neste tipo de vegetação, possuem corpos de cores discretas, como tons de marrom ou preto, sem padrões muito elaborados.
As larvas dos Xyelidae são conhecidas por serem fitófagas (alimentando-se de plantas) e estão associadas a plantas hospedeiras específicas, lembrando em aparências as verdadeiras lagartas (i.e. imaturos da ordem Lepidoptera), alimentando de diferentes tecidos e partes vegetais, a depender da espécie, tais como pólen e tecidos moles da madeira. Possuem olhos simples (stemmata) e antenas curtas, diferenciando-se de verdadeiras lagartas pela presença de pernas abdominais. As larvas podem minar folhas ou desenvolver-se dentro de brotos, causando pequenos danos às plantas, mas raramente de importância econômica significativa . As pupas de Xyelidae são únicas dentre as demais famílias de insetos himenópteros, por apresentarem apêndices livres (i.e. são exaratas), de forma que podem movimentar as pernas, mandíbulas e antenas, ao ponto de algumas espécies serem capazes de abrir seus casulos e escavarem no solo ainda enquanto pupas em metamorfose. Esta forma de apresentação de pupas é ancestral para as diversas ordens de insetos com metamorfose completa (Holometabola), como Neuropterida, Mecoptera, Trichoptera e alguns Lepidoptera basais. 
Assim sendo, Xyelidae é considerada a linhagem mais basal e irmã das demais da ordem Hymenoptera, sendo esta interpretação baseada e, caracteres morfológicos de diferentes fases de vida bem como pela biologia molecular e o registro fóssil.  Como um dos grupos mais primitivos de Hymenoptera, os Xyelidae são de grande interesse para estudos sobre a evolução das vespas e outros himenópteros. A simplicidade da biologia e da morfologia deste grupo de vespas permite tecer inferências acerca de como as demais linhagens de himenópteros evoluíram a partir dos ancestrais, incluindo sobre a origem da alimentação fitófaga das larvas.